# Serie A2 2011-2012 (pallavolo maschile)
La Serie A2 2011-2012 si è svolta dal 25 settembre 2011 al 23 maggio 2012: al torneo hanno partecipato sedici squadre di club italiane.

## Regolamento

### Formula
Le squadre hanno disputato un girone all'italiana, con gare di andata e ritorno, per un totale di trenta giornate; al termine della regular season:
- La prima classificata è promossa in Serie A1.
- Le classificate dal secondo all'undicesimo posto hanno acceduto ai play-off promozione, strutturati in ottavi di finale, a cui hanno preso parte solo le classificate dall'ottavo all'undicesimo posto e giocati al meglio di due vittorie su tre gare, quarti di finale, semifinali e finale (in queste tre fasi le meglio qualificate durante la regular season hanno beneficiato di una vittoria di vantaggio), tutte giocate al meglio di tre vittorie su cinque gare: la vincitrice è promossa in Serie A1.
- Le classificate dal dodicesimo al quindicesimo posto hanno acceduto ai play-out, struttarati in una finale (in questa fase le meglio qualificate durante la regular season hanno beneficiato di una vittoria di vantaggio), giocata al meglio di tre vittorie su cinque gare: le perdenti sono retrocesse in Serie B1. Se il distacco tra la dodicesima e la quindicesima è uguale o superiore ai dodici punti quest'ultima è retrocessa direttamente in Serie B1, mentre le restanti hanno acceduto ai play-out, struttarati in semifinali e finale (in queste due fasi le meglio qualificate durante la regular season hanno beneficiato di una vittoria di vantaggio), entrambe giocate al meglio di tre vittorie su cinque gare: la perdente è retrocessa in Serie B1.
- L'ultima classificata è retrocessa in Serie B1.

### Criteri di classifica
Se il risultato finale è stato di 3-0 o 3-1 sono stati assegnati 3 punti alla squadra vincente e 0 a quella sconfitta, se il risultato finale è stato di 3-2 sono stati assegnati 2 punti alla squadra vincente e 1 a quella sconfitta.
L'ordine del posizionamento in classifica è stato definito in base a:
- Punti;
- Numero di partite vinte;
- Ratio dei set vinti/persi;
- Ratio dei punti realizzati/subiti.

## Squadre partecipanti
Le squadre neopromosse dalla Serie B1 sono state l'Atripalda, il Cortona e la Libertas Brianza, vincitrici della regular season, e il Molfetta, vincitore dei play-off promozione, mentre le squadre retrocesse dalla Serie A1 sono state il Forlì e la New Mater.
Delle squadre aventi il diritto di partecipazione:
- Il Cortona e il Forlì hanno rinunciato all'iscrizione.

Per integrare l'organico delle squadre è stato ripescato il Corigliano Volley.
Per volere della FIPAV il Club Italia è stato ammesso in Serie A2.
| Club               | Stagione | Città                 | Impianto               | Stagione precedente                                       |
| ------------------ | -------- | --------------------- | ---------------------- | --------------------------------------------------------- |
| Argos              | dettagli | Sora                  | PalaPolsinelli         | 9ª in Serie A2; quarti di finale play-off promozione      |
| Atripalda          | dettagli | Atripalda             | PalaDelMauro           | 1ª in Serie B1 (girone C)                                 |
| Cavriago           | dettagli | Cavriago              | PalaBigi               | 8ª in Serie A2; ottavi di finale play-off promozione      |
| Città di Castello  | dettagli | Città di Castello     | PalaIoan               | 4ª in Serie A2; semifinali play-off promozione            |
| Club Italia        | dettagli | Roma                  | Palazzetto dello Sport | 16ª in Serie A2                                           |
| Corigliano Volley  | dettagli | Corigliano Calabro    | PalaCorigliano         | 4ª in Serie B1 (girone C)                                 |
| Genova             | dettagli | Genova                | PalaFigoi              | 5ª in Serie A2; semifinali play-off promozione            |
| La Fenice Isernia  | dettagli | Isernia               | PalaFraraccio          | 11ª in Serie A2; quarti di finale play-off promozione     |
| Libertas Brianza   | dettagli | Cantù                 | PalaParini             | 1ª in Serie B1 (girone A)                                 |
| Loreto             | dettagli | Loreto                | PalaSerenelli          | 7ª in Serie A2; quarti di finale play-off promozione      |
| Lupi Santa Croce   | dettagli | Santa Croce sull'Arno | PalaParenti            | 3ª in Serie A2; finale play-off promozione                |
| Milano             | dettagli | Milano                | Centro Pavesi          | 10ª in Serie A2; ottavi di finale play-off promozione     |
| Molfetta           | dettagli | Molfetta              | PalaPoli               | 2ª in Serie B1 (girone C); vincitrice play-off promozione |
| New Mater          | dettagli | Castellana Grotte     | PalaGrotte             | 13ª in Serie A1                                           |
| Sir Safety Perugia | dettagli | Perugia               | PalaEvangelisti        | 13ª in Serie A2; vincitrice play-out                      |
| Segrate            | dettagli | Segrate               | Palazzetto dello Sport | 6ª in Serie A2; quarti di finale play-off promozione      |

## Torneo

### Regular season

#### Risultati
| Prima giornata |                                 |     |                                   |
|                |                                 |     |                                   |
| 25-09          | Cavriago - Segrate              | 1-3 | 17-25, 16-25, 25-21, 15-25        |
| 25-09          | Molfetta - Città di Castello    | 2-3 | 28-26, 20-25, 16-25, 25-13, 14-16 |
| 25-09          | Corigliano Volley - Club Italia | 2-3 | 25-27, 25-22, 22-25, 25-19, 11-15 |
| 25-09          | Libertas Brianza - Milano       | 1-3 | 20-25, 25-23, 23-25, 21-25        |
| 25-09          | Sir Safety Perugia - Loreto     | 2-3 | 25-22, 25-16, 23-25, 21-25, 12-15 |
| 25-09          | New Mater - Argos               | 3-2 | 25-19, 23-25, 25-21, 21-25, 15-11 |
| 25-09          | Lupi Santa Croce - Genova       | 3-2 | 22-25, 27-29, 25-22, 25-21, 15-13 |
| 25-09          | Atripalda - La Fenice Isernia   | 3-2 | 20-25, 25-21, 25-23, 24-26, 15-9  |

| Seconda giornata |                                      |     |                                   |
|                  |                                      |     |                                   |
| 02-10            | Segrate - Atripalda                  | 3-0 | 25-20, 25-16, 25-13               |
| 02-10            | Club Italia - Molfetta               | 3-1 | 25-15, 22-25, 25-22, 26-24        |
| 02-10            | Città di Castello - Cavriago         | 3-0 | 25-21, 25-23, 25-21               |
| 02-10            | Argos - Libertas Brianza             | 3-1 | 25-15, 25-21, 20-25, 25-22        |
| 02-10            | Genova - Sir Safety Perugia          | 1-3 | 25-15, 14-25, 19-25, 25-27        |
| 02-10            | Loreto - New Mater                   | 3-2 | 25-23, 19-25, 21-25, 28-26, 15-12 |
| 02-10            | Milano - Corigliano Volley           | 2-3 | 20-25, 21-25, 25-20, 25-19, 12-15 |
| 02-10            | La Fenice Isernia - Lupi Santa Croce | 1-3 | 19-25, 25-23, 18-25, 20-25        |

| Terza giornata |                                        |     |                                  |
|                |                                        |     |                                  |
| 09-10          | Molfetta - Segrate                     | 0-3 | 25-21, 25-23, 25-22              |
| 09-10          | Cavriago - Club Italia                 | 3-0 | 22-25, 19-25, 17-25              |
| 09-10          | Lupi Santa Croce - Città di Castello   | 1-3 | 25-23, 19-25, 19-25, 23-25       |
| 09-10          | Libertas Brianza - Genova              | 1-3 | 16-25, 25-21, 23-25, 21-25       |
| 09-10          | Sir Safety Perugia - La Fenice Isernia | 3-1 | 25-8, 25-16, 22-25, 25-13        |
| 09-10          | New Mater - Milano                     | 2-3 | 27-25, 22-25, 25-22, 23-25, 8-15 |
| 09-10          | Corigliano Volley - Argos              | 0-3 | 21-25, 22-25, 24-26              |
| 09-10          | Atripalda - Loreto                     | 1-3 | 12-25, 25-16, 19-25, 23-25       |

| Quarta giornata |                                |     |                                   |
|                 |                                |     |                                   |
| 16-10           | Genova - Milano                | 2-3 | 25-23, 20-25, 25-20, 18-25, 13-15 |
| 15-10           | Atripalda - Molfetta           | 1-3 | 20-25, 17-25, 25-19, 25-27        |
| 16-10           | La Fenice Isernia - Argos      | 3-0 | 25-20, 25-23, 25-13               |
| 16-10           | Corigliano Volley - Cavriago   | 3-0 | 25-19, 25-20, 34-32               |
| 16-10           | Club Italia - Lupi Santa Croce | 0-3 | 21-25, 18-25, 24-26               |
| 16-10           | Loreto - Libertas Brianza      | 3-2 | 25-23, 15-25, 25-21, 17-25, 15-11 |
| 16-10           | Segrate - Sir Safety Perugia   | 3-0 | 25-21, 25-16, 25-21               |
| 16-10           | Città di Castello - New Mater  | 2-3 | 25-19, 19-25, 18-25, 25-22, 10-15 |

| Quinta giornata |                              |     |                            |
|                 |                              |     |                            |
| 23-10           | Cavriago - Atripalda         | 3-1 | 25-22, 21-25, 25-19, 26-24 |
| 23-10           | Milano - La Fenice Isernia   | 3-1 | 25-19, 19-25, 27-25, 25-21 |
| 23-10           | Molfetta - Corigliano Volley | 3-1 | 26-24, 17-25, 25-19, 25-13 |
| 23-10           | Lupi Santa Croce - Segrate   | 1-3 | 25-23, 25-27, 18-25, 22-25 |
| 23-10           | Libertas Brianza - New Mater | 0-3 | 26-28, 18-25, 17-25        |
| 23-10           | Argos - Sir Safety Perugia   | 3-1 | 24-26, 25-19, 29-27, 25-23 |
| 23-10           | Città di Castello - Genova   | 1-3 | 23-25, 20-25, 25-18, 20-25 |
| 22-10           | Club Italia - Loreto         | 0-3 | 25-27, 23-25, 17-25        |

| Sesta giornata |                                       |     |                            |
|                |                                       |     |                            |
| 30-10          | Cavriago - Lupi Santa Croce           | 1-3 | 22-25, 21-25, 25-21, 18-25 |
| 30-10          | Loreto - Argos                        | 0-3 | 25-27, 28-30, 24-26        |
| 30-10          | Segrate - Club Italia                 | 3-0 | 31-29, 25-14, 25-21        |
| 30-10          | Atripalda - Città di Castello         | 0-3 | 11-25, 23-25, 19-25        |
| 30-10          | New Mater - Genova                    | 3-1 | 23-25, 25-22, 25-20, 25-22 |
| 30-10          | Sir Safety Perugia - Libertas Brianza | 3-0 | 25-17, 25-17, 25-19        |
| 30-10          | Molfetta - Milano                     | 3-1 | 25-22, 23-25, 25-21, 25-16 |
| 30-10          | Corigliano Volley - La Fenice Isernia | 3-1 | 25-22, 23-25, 25-17, 25-16 |

| Settima giornata |                                      |     |                                   |
|                  |                                      |     |                                   |
| 01-11            | Lupi Santa Croce - Corigliano Volley | 3-1 | 25-18, 23-25, 25-13, 25-20        |
| 01-11            | Genova - Loreto                      | 3-2 | 19-25, 25-20, 15-25, 25-18, 15-11 |
| 01-11            | Città di Castello - Segrate          | 1-3 | 25-21, 21-25, 22-25, 21-25        |
| 01-11            | Club Italia - Atripalda              | 3-1 | 25-15, 24-26, 25-14, 25-20        |
| 01-11            | Milano - Sir Safety Perugia          | 1-3 | 22-25, 25-22, 21-25, 17-25        |
| 01-11            | La Fenice Isernia - New Mater        | 1-3 | 25-19, 33-35, 21-25, 18-25        |
| 01-11            | Argos - Molfetta                     | 0-3 | 22-25, 21-25, 23-25               |
| 01-11            | Libertas Brianza - Cavriago          | 2-3 | 25-22, 19-25, 25-21, 19-25, 9-15  |

| Ottava giornata |                                       |     |                                   |
|                 |                                       |     |                                   |
| 06-11           | Corigliano Volley - Città di Castello | 3-2 | 25-19, 14-25, 15-25, 25-16, 15-13 |
| 06-11           | La Fenice Isernia - Libertas Brianza  | 3-2 | 25-20, 23-25, 22-25, 25-20, 16-14 |
| 06-11           | New Mater - Molfetta                  | 3-1 | 25-19, 24-26, 25-14, 25-15        |
| 06-11           | Lupi Santa Croce - Sir Safety Perugia | 0-3 | 19-25, 18-25, 16-25               |
| 05-11           | Atripalda - Genova                    | 1-3 | 25-21, 22-25, 19-25, 21-25        |
| 06-11           | Segrate - Loreto                      | 3-1 | 18-25, 25-16, 25-22, 25-13        |
| 06-11           | Cavriago - Argos                      | 1-3 | 23-25, 23-25, 25-22, 23-25        |
| 06-11           | Club Italia - Milano                  | 2-3 | 25-23, 25-20, 21-25, 18-25, 13-15 |

| Nona giornata |                                 |     |                                   |
|               |                                 |     |                                   |
| 13-11         | Molfetta - Cavriago             | 3-0 | 25-19, 25-17, 31-29               |
| 13-11         | Città di Castello - Club Italia | 3-1 | 25-19 22-25 25-19 25-18           |
| 13-11         | Genova - La Fenice Isernia      | 3-1 | 20-25, 25-20, 25-22, 25-20        |
| 13-11         | Sir Safety Perugia - New Mater  | 2-3 | 25-18, 20-25, 23-25, 25-20, 13-15 |
| 13-11         | Loreto - Corigliano Volley      | 3-1 | 25-21, 26-24, 20-25, 25-18        |
| 13-11         | Libertas Brianza - Atripalda    | 3-1 | 23-25, 25-21, 25-21, 25-14        |
| 13-11         | Argos - Lupi Santa Croce        | 3-1 | 16-25, 25-19, 25-18, 25-19        |
| 13-11         | Milano - Segrate                | 0-3 | 22-25, 19-25, 13-25               |

| Decima giornata |                                      |     |                            |
|                 |                                      |     |                            |
| 20-11           | Genova - Argos                       | 3-1 | 20-25, 25-16, 25-18, 25-20 |
| 20-11           | Lupi Santa Croce - Atripalda         | 3-1 | 26-24, 16-25, 25-15, 28-26 |
| 20-11           | Milano - Loreto                      | 3-1 | 15-25, 25-15, 25-21, 26-24 |
| 20-11           | Corigliano Volley - Segrate          | 1-3 | 31-29, 20-25, 15-25, 21-25 |
| 20-11           | La Fenice Isernia - Molfetta         | 1-3 | 25-22, 27-29, 19-25, 22-25 |
| 20-11           | Libertas Brianza - Città di Castello | 0-3 | 22-25, 22-25, 18-25        |
| 20-11           | Sir Safety Perugia - Club Italia     | 3-1 | 25-22, 25-16, 22-25, 25-15 |
| 20-11           | New Mater - Cavriago                 | 3-0 | 25-13, 25-17, 25-20        |

| Undicesima giornata |                                        |     |                                   |
|                     |                                        |     |                                   |
| 27-11               | Argos - Milano                         | 3-2 | 18-25, 18-25, 25-22, 28-26, 15-12 |
| 27-11               | Atripalda - Corigliano Volley          | 1-3 | 22-25, 20-25, 25-21, 29-31        |
| 27-11               | Molfetta - Lupi Santa Croce            | 2-3 | 25-20, 25-20, 23-25, 18-25, 11-15 |
| 27-11               | Loreto - La Fenice Isernia             | 3-1 | 22-25, 25-17, 25-22, 25-19        |
| 27-11               | Segrate - Libertas Brianza             | 3-1 | 25-20, 25-18, 23-25, 25-21        |
| 27-11               | Città di Castello - Sir Safety Perugia | 3-2 | 24-26, 25-20, 16-25, 25-22, 16-14 |
| 27-11               | Club Italia - New Mater                | 0-3 | 21-25, 19-25, 22-25               |
| 27-11               | Cavriago - Genova                      | 0-3 | 23-25, 23-25, 34-36               |

| Dodicesima giornata |                                |     |                            |
|                     |                                |     |                            |
| 04-12               | Sir Safety Perugia - Molfetta  | 3-1 | 22-25, 25-20, 25-17, 25-14 |
| 04-12               | Genova - Corigliano Volley     | 1-3 | 22-25, 25-22, 24-26, 23-25 |
| 04-12               | Loreto - Lupi Santa Croce      | 3-1 | 33-31, 25-23, 19-25, 25-19 |
| 04-12               | Libertas Brianza - Club Italia | 1-3 | 18-25, 20-25, 25-22, 21-25 |
| 04-12               | New Mater - Segrate            | 3-0 | 25-17, 25-20, 25-22        |
| 04-12               | Milano - Atripalda             | 3-0 | 25-17, 28-26, 25-23        |
| 04-12               | Argos - Città di Castello      | 0-3 | 33-35, 22-25, 25-27        |
| 04-12               | La Fenice Isernia - Cavriago   | 3-1 | 17-25, 25-20, 25-23, 25-19 |

| Tredicesima giornata |                                     |     |                            |
|                      |                                     |     |                            |
| 08-12                | Molfetta - Genova                   | 3-0 | 25-17, 25-16, 25-18        |
| 08-12                | Corigliano Volley - New Mater       | 3-1 | 25-23, 27-29, 25-20, 25-18 |
| 08-12                | Atripalda - Sir Safety Perugia      | 0-3 | 22-25, 20-25, 19-25        |
| 08-12                | Lupi Santa Croce - Libertas Brianza | 3-1 | 25-19, 18-25, 25-16, 25-16 |
| 08-12                | Città di Castello - Loreto          | 3-0 | 25-9, 25-22, 25-18         |
| 08-12                | Segrate - Argos                     | 3-1 | 17-25, 26-24, 25-22, 25-22 |
| 08-12                | Cavriago - Milano                   | 1-3 | 25-19, 21-25, 11-25, 21-25 |
| 08-12                | Club Italia - La Fenice Isernia     | 1-3 | 22-25, 25-22, 20-25, 17-25 |

| Quattordicesima giornata |                                        |     |                                   |
|                          |                                        |     |                                   |
| 11-12                    | Libertas Brianza - Molfetta            | 2-3 | 25-22, 25-23, 22-25, 18-25, 10-15 |
| 11-12                    | Sir Safety Perugia - Corigliano Volley | 3-1 | 30-28, 26-28, 25-17, 25-18        |
| 11-12                    | Milano - Lupi Santa Croce              | 3-2 | 25-22, 17-25, 25-18, 16-25, 15-13 |
| 11-12                    | New Mater - Atripalda                  | 3-1 | 25-15, 25-27, 25-12, 25-23        |
| 11-12                    | Genova - Segrate                       | 2-3 | 25-20, 30-32, 22-25, 25-18, 13-15 |
| 11-12                    | Loreto - Cavriago                      | 3-1 | 15-25, 25-20, 25-21, 25-18        |
| 11-12                    | La Fenice Isernia - Città di Castello  | 3-1 | 25-21, 17-25, 25-21, 25-19        |
| 11-12                    | Argos - Club Italia                    | 3-0 | 25-20, 25-21, 25-22               |

| Quindicesima giornata |                                      |     |                                   |
|                       |                                      |     |                                   |
| 18-12                 | Molfetta - Loreto                    | 3-1 | 25-19, 25-22, 23-25, 25-21        |
| 18-12                 | Corigliano Volley - Libertas Brianza | 3-1 | 25-21, 22-25, 25-16, 25-21        |
| 18-12                 | Lupi Santa Croce - New Mater         | 1-3 | 24-26, 22-25, 25-23, 30-32        |
| 18-12                 | Cavriago - Sir Safety Perugia        | 0-3 | 18-25, 16-25, 25-27               |
| 18-12                 | Club Italia - Genova                 | 2-3 | 25-20, 21-25, 17-25, 25-22, 13-15 |
| 18-12                 | Città di Castello - Milano           | 0-3 | 27-29, 21-25, 22-25               |
| 18-12                 | Atripalda - Argos                    | 0-3 | 18-25, 24-26, 20-25               |
| 18-12                 | Segrate - La Fenice Isernia          | 1-3 | 25-18, 22-25, 18-25, 21-25        |

| Sedicesima giornata |                                 |     |                                   |
|                     |                                 |     |                                   |
| 26-12               | Segrate - Cavriago              | 3-0 | 25-23, 25-20, 25-19               |
| 26-12               | Città di Castello - Molfetta    | 3-0 | 25-23, 25-21, 25-22               |
| 26-12               | Club Italia - Corigliano Volley | 2-3 | 25-21, 21-25, 25-21, 21-25, 11-15 |
| 26-12               | Milano - Libertas Brianza       | 3-0 | 25-19, 25-23, 25-23               |
| 26-12               | Loreto - Sir Safety Perugia     | 3-2 | 20-25, 25-22, 18-25, 25-19, 15-12 |
| 26-12               | Argos - New Mater               | 2-3 | 25-23, 24-26, 18-25, 25-22, 8-15  |
| 26-12               | Genova - Lupi Santa Croce       | 3-2 | 25-21, 19-25, 25-20, 22-25, 15-11 |
| 26-12               | La Fenice Isernia - Atripalda   | 2-3 | 25-23, 17-25, 22-25, 25-19, 14-16 |

| Diciassettesima giornata |                                      |     |                                   |
|                          |                                      |     |                                   |
| 05-01                    | Atripalda - Segrate                  | 3-2 | 25-20, 25-23, 18-25, 21-25, 17-15 |
| 05-01                    | Molfetta - Club Italia               | 2-3 | 25-21, 21-25, 25-19, 11-25, 10-15 |
| 05-01                    | Cavriago - Città di Castello         | 1-3 | 25-20, 20-25, 16-25, 14-25        |
| 05-01                    | Libertas Brianza - Argos             | 3-1 | 26-24, 25-21, 22-25, 25-18        |
| 05-01                    | Sir Safety Perugia - Genova          | 3-0 | 28-26, 25-21, 25-19               |
| 05-01                    | New Mater - Loreto                   | 3-0 | 25-17, 25-16, 25-15               |
| 05-01                    | Corigliano Volley - Milano           | 3-2 | 25-22, 25-22, 20-25, 20-25, 22-20 |
| 05-01                    | Lupi Santa Croce - La Fenice Isernia | 3-2 | 20-25, 23-25, 25-18, 25-23, 15-13 |

| Diciottesima giornata |                                        |     |                                   |
|                       |                                        |     |                                   |
| 08-01                 | Segrate - Molfetta                     | 2-3 | 25-16, 18-25, 21-25, 26-24, 15-17 |
| 08-01                 | Club Italia - Cavriago                 | 1-3 | 25-20, 23-25, 22-25, 20-25        |
| 08-01                 | Città di Castello - Lupi Santa Croce   | 3-1 | 21-25, 25-21, 27-25, 25-23        |
| 08-01                 | Genova - Libertas Brianza              | 3-0 | 25-21, 25-19, 25-14               |
| 08-01                 | La Fenice Isernia - Sir Safety Perugia | 1-3 | 23-25, 21-25, 28-26, 16-25        |
| 08-01                 | Milano - New Mater                     | 2-3 | 25-21, 16-25, 25-21, 19-25, 12-15 |
| 08-01                 | Argos - Corigliano Volley              | 3-0 | 25-19, 25-16, 25-18               |
| 08-01                 | Loreto - Atripalda                     | 1-3 | 19-25, 23-25, 29-27, 23-25        |

| Diciannovesima giornata |                                |     |                                   |
|                         |                                |     |                                   |
| 15-01                   | Milano - Genova                | 2-3 | 22-25, 16-25, 25-22, 25-21, 13-15 |
| 15-01                   | Molfetta - Atripalda           | 3-1 | 25-21, 19-25, 25-17, 25-18        |
| 15-01                   | Argos - La Fenice Isernia      | 3-0 | 26-24, 25-21, 25-22               |
| 15-01                   | Cavriago - Corigliano Volley   | 3-0 | 25-22, 25-21, 25-17               |
| 15-01                   | Lupi Santa Croce - Club Italia | 3-2 | 25-22, 21-25, 23-25, 25-20, 15-13 |
| 15-01                   | Libertas Brianza - Loreto      | 0-3 | 24-26, 16-25, 23-25               |
| 14-01                   | Sir Safety Perugia - Segrate   | 3-0 | 28-26, 25-23, 27-25               |
| 15-01                   | New Mater - Città di Castello  | 1-3 | 25-20, 30-32, 23-25, 15-25        |

| Ventesima giornata |                              |     |                                   |
|                    |                              |     |                                   |
| 21-01              | Atripalda - Cavriago         | 3-1 | 25-22, 25-20, 21-25, 25-21        |
| 22-01              | La Fenice Isernia - Milano   | 2-3 | 21-25, 17-25, 25-21, 25-22, 11-15 |
| 22-01              | Corigliano Volley - Molfetta | 1-3 | 20-25, 23-25, 27-25, 21-25        |
| 22-01              | Segrate - Lupi Santa Croce   | 3-2 | 25-16, 14-25, 25-14, 20-25, 15-10 |
| 22-01              | New Mater - Libertas Brianza | 3-1 | 25-23, 21-25, 25-19, 25-16        |
| 22-01              | Sir Safety Perugia - Argos   | 3-0 | 25-22, 25-20, 25-20               |
| 22-01              | Genova - Città di Castello   | 3-1 | 25-19, 25-23, 23-25, 25-19        |
| 22-01              | Loreto - Club Italia         | 3-1 | 25-22, 25-21, 24-26, 25-21        |

| Ventunesima giornata |                                       |     |                                   |
|                      |                                       |     |                                   |
| 29-01                | Lupi Santa Croce - Cavriago           | 3-2 | 25-23, 25-20, 15-25, 21-25, 15-10 |
| 29-01                | Argos - Loreto                        | 3-0 | 25-23, 30-28, 25-22               |
| 28-01                | Club Italia - Segrate                 | 3-0 | 25-17, 25-23, 25-20               |
| 29-01                | Città di Castello - Atripalda         | 1-3 | 25-27, 25-20, 18-25, 23-25        |
| 29-01                | Genova - New Mater                    | 0-3 | 22-25, 21-25, 21-25               |
| 29-01                | Libertas Brianza - Sir Safety Perugia | 0-3 | 16-25, 15-25, 19-25               |
| 29-01                | Milano - Molfetta                     | 3-1 | 22-25, 25-20, 28-26, 25-22        |
| 29-01                | La Fenice Isernia - Corigliano Volley | 3-1 | 25-21, 25-18, 17-25, 28-26        |

| Ventiduesima giornata |                                      |     |                                   |
|                       |                                      |     |                                   |
| 05-02                 | Corigliano Volley - Lupi Santa Croce | 2-3 | 28-30, 24-26, 25-22, 25-19, 10-15 |
| 05-02                 | Loreto - Genova                      | 3-2 | 25-20, 23-25, 18-25, 25-23, 15-13 |
| 05-02                 | Segrate - Città di Castello          | 0-3 | 17-25, 21-25, 24-26               |
| 05-02                 | Atripalda - Club Italia              | 2-3 | 23-25, 22-25, 30-28, 25-21, 13-15 |
| 05-02                 | Sir Safety Perugia - Milano          | 3-0 | 25-16, 25-19, 25-19               |
| 05-02                 | New Mater - La Fenice Isernia        | 3-1 | 22-25, 25-18, 25-19, 25-23        |
| 05-02                 | Molfetta - Argos                     | 3-1 | 22-25, 25-19, 25-23, 25-11        |
| 04-02                 | Cavriago - Libertas Brianza          | 3-1 | 24-26, 25-22, 25-21, 25-20        |

| Ventitreesima giornata |                                       |     |                                   |
|                        |                                       |     |                                   |
| 12-02                  | Città di Castello - Corigliano Volley | 3-2 | 25-14, 21-25, 18-25, 25-14, 17-15 |
| 12-02                  | Libertas Brianza - La Fenice Isernia  | 0-3 | 21-25, 24-26, 27-29               |
| 12-02                  | Molfetta - New Mater                  | 3-0 | 27-25, 25-23, 25-23               |
| 12-02                  | Sir Safety Perugia - Lupi Santa Croce | 3-2 | 25-18, 25-21, 23-25, 21-25, 16-14 |
| 12-02                  | Genova - Atripalda                    | 3-0 | 25-21, 25-20, 26-24               |
| 12-02                  | Loreto - Segrate                      | 3-1 | 25-18, 22-25, 25-21, 25-17        |
| 03-03                  | Argos - Cavriago                      | 3-0 | 25-22, 27-25, 25-22               |
| 12-02                  | Milano - Club Italia                  | 3-1 | 25-23, 22-25, 25-19, 25-23        |

| Ventiquattresima giornata |                                 |     |                                   |
|                           |                                 |     |                                   |
| 18-02                     | Cavriago - Molfetta             | 0-3 | 23-25, 23-25, 16-25               |
| 18-02                     | Club Italia - Città di Castello | 1-3 | 22-25, 19-25, 25-22, 15-25        |
| 19-02                     | La Fenice Isernia - Genova      | 3-2 | 25-18, 27-25, 22-25, 18-25, 15-9  |
| 19-02                     | New Mater - Sir Safety Perugia  | 3-2 | 21-25, 18-25, 25-21, 25-22, 15-12 |
| 19-02                     | Corigliano Volley - Loreto      | 3-0 | 25-13, 25-18, 25-22               |
| 19-02                     | Atripalda - Libertas Brianza    | 1-3 | 20-25, 25-22, 19-25, 15-25        |
| 19-02                     | Lupi Santa Croce - Argos        | 3-2 | 25-18, 28-30, 19-25, 25-22, 15-11 |
| 19-02                     | Segrate - Milano                | 3-2 | 25-19, 25-22, 20-25, 19-25, 16-14 |

| Venticinquesima giornata |                                      |     |                                   |
|                          |                                      |     |                                   |
| 26-02                    | Argos - Genova                       | 3-1 | 25-22, 24-26, 25-21, 25-23        |
| 26-02                    | Atripalda - Lupi Santa Croce         | 2-3 | 22-25, 25-23, 17-25, 25-19, 11-15 |
| 26-02                    | Loreto - Milano                      | 3-2 | 25-16, 25-13, 23-25, 23-25, 15-12 |
| 26-02                    | Segrate - Corigliano Volley          | 3-0 | 25-21, 25-19, 25-17               |
| 26-02                    | Molfetta - La Fenice Isernia         | 3-1 | 17-25, 25-20, 25-18, 25-19        |
| 26-02                    | Città di Castello - Libertas Brianza | 3-0 | 25-19, 25-21, 25-14               |
| 26-02                    | Club Italia - Sir Safety Perugia     | 0-3 | 23-25, 21-25, 23-25               |
| 26-02                    | Cavriago - New Mater                 | 3-0 | 25-20, 25-16, 25-21               |

| Ventiseiesima giornata |                                        |     |                            |
|                        |                                        |     |                            |
| 11-03                  | Milano - Argos                         | 0-3 | 19-25, 18-25, 17-25        |
| 11-03                  | Corigliano Volley - Atripalda          | 3-1 | 25-20, 25-17, 14-25, 25-19 |
| 11-03                  | Lupi Santa Croce - Molfetta            | 3-1 | 23-25, 25-20, 25-22, 31-29 |
| 11-03                  | La Fenice Isernia - Loreto             | 0-3 | 22-25, 26-28, 23-25        |
| 11-03                  | Libertas Brianza - Segrate             | 1-3 | 22-25, 25-14, 20-25, 16-25 |
| 11-03                  | Sir Safety Perugia - Città di Castello | 3-0 | 25-22, 25-23, 26-24        |
| 11-03                  | New Mater - Club Italia                | 3-0 | 25-19, 25-22, 25-23        |
| 11-03                  | Genova - Cavriago                      | 3-1 | 26-28, 25-19, 25-20, 27-25 |

| Ventisettesima giornata |                                |     |                                   |
|                         |                                |     |                                   |
| 18-03                   | Molfetta - Sir Safety Perugia  | 3-0 | 25-22, 25-20, 25-19               |
| 18-03                   | Corigliano Volley - Genova     | 0-3 | 18-25, 22-25, 23-25               |
| 18-03                   | Lupi Santa Croce - Loreto      | 2-3 | 22-25, 25-18, 21-25, 25-23, 9-15  |
| 18-03                   | Club Italia - Libertas Brianza | 3-1 | 15-25, 25-13, 25-22, 25-17        |
| 18-03                   | Segrate - New Mater            | 3-1 | 25-20, 29-31, 25-21, 25-14        |
| 18-03                   | Atripalda - Milano             | 0-3 | 22-25, 25-27, 23-25               |
| 18-03                   | Città di Castello - Argos      | 3-1 | 31-33, 25-23, 28-26, 25-21        |
| 18-03                   | Cavriago - La Fenice Isernia   | 2-3 | 24-26, 30-32, 25-18, 26-24, 13-15 |

| Ventottesima giornata |                                     |     |                                   |
|                       |                                     |     |                                   |
| 25-03                 | Genova - Molfetta                   | 0-3 | 19-25, 23-25, 18-25               |
| 25-03                 | New Mater - Corigliano Volley       | 3-1 | 25-14, 25-17, 18-25, 25-16        |
| 24-03                 | Sir Safety Perugia - Atripalda      | 3-0 | 25-18, 25-23, 25-20               |
| 25-03                 | Libertas Brianza - Lupi Santa Croce | 1-3 | 22-25, 23-25, 27-25, 26-28        |
| 25-03                 | Loreto - Città di Castello          | 2-3 | 25-18, 25-21, 14-25, 17-25, 11-15 |
| 25-03                 | Argos - Segrate                     | 3-1 | 18-25, 25-21, 25-23, 25-18        |
| 25-03                 | Milano - Cavriago                   | 3-1 | 25-20, 23-25, 26-24, 25-21        |
| 25-03                 | La Fenice Isernia - Club Italia     | 1-3 | 19-25, 25-17, 22-25, 29-31        |

| Ventinovesima giornata |                                        |     |                                   |
|                        |                                        |     |                                   |
| 01-04                  | Molfetta - Libertas Brianza            | 3-0 | 25-20, 25-18, 34-32               |
| 01-04                  | Corigliano Volley - Sir Safety Perugia | 0-3 | 18-25, 22-25, 14-25               |
| 01-04                  | Lupi Santa Croce - Milano              | 2-3 | 25-23, 21-25, 25-19, 21-25, 11-15 |
| 01-04                  | Atripalda - New Mater                  | 0-3 | 17-25, 16-25, 18-25               |
| 01-04                  | Segrate - Genova                       | 2-3 | 22-25, 17-25, 25-23, 25-16, 17-19 |
| 01-04                  | Cavriago - Loreto                      | 3-0 | 25-19, 25-19, 25-18               |
| 01-04                  | Città di Castello - La Fenice Isernia  | 3-1 | 20-25, 25-15, 25-15, 25-22        |
| 01-04                  | Club Italia - Argos                    | 2-3 | 13-25, 18-25, 25-16, 25-21, 11-15 |

| Trentesima giornata |                                      |     |                                   |
|                     |                                      |     |                                   |
| 08-04               | Loreto - Molfetta                    | 2-3 | 25-23, 25-20, 19-25, 23-25, 13-15 |
| 08-04               | Libertas Brianza - Corigliano Volley | 2-3 | 23-25, 24-26, 25-20, 25-19, 11-15 |
| 08-04               | New Mater - Lupi Santa Croce         | 3-1 | 25-9, 29-27, 23-25, 25-16         |
| 08-04               | Sir Safety Perugia - Cavriago        | 3-1 | 26-24, 22-25, 25-16, 27-25        |
| 08-04               | Genova - Club Italia                 | 3-1 | 22-25, 25-11, 25-16, 25-18        |
| 08-04               | Milano - Città di Castello           | 3-2 | 15-25, 25-19, 25-22, 22-25, 15-13 |
| 08-04               | Argos - Atripalda                    | 3-1 | 25-17, 18-25, 25-19, 25-20        |
| 08-04               | La Fenice Isernia - Segrate          | 3-0 | 25-13, 25-21, 25-21               |

#### Classifica
| Pos. | Squadra            | Pt | G  | V  | P  | SV | SP | Ratio | PF    | PS    | Ratio |
| ---- | ------------------ | -- | -- | -- | -- | -- | -- | ----- | ----- | ----- | ----- |
| 1.   | Sir Safety Perugia | 70 | 30 | 22 | 8  | 77 | 34 | 2,264 | 2 624 | 2 311 | 1,135 |
| 2.   | New Mater          | 65 | 30 | 23 | 7  | 76 | 42 | 1,809 | 2 751 | 2 500 | 1,100 |
| 3.   | Molfetta           | 63 | 30 | 21 | 9  | 74 | 42 | 1,761 | 2 674 | 2 535 | 1,054 |
| 4.   | Città di Castello  | 59 | 30 | 20 | 10 | 71 | 46 | 1,543 | 2 703 | 2 509 | 1,077 |
| 5.   | Argos              | 55 | 30 | 18 | 12 | 65 | 47 | 1,382 | 2 582 | 2 536 | 1,018 |
| 6.   | Segrate            | 54 | 30 | 18 | 12 | 63 | 51 | 1,235 | 2 593 | 2 475 | 1,047 |
| 7.   | Milano             | 54 | 30 | 18 | 12 | 70 | 57 | 1,228 | 2 779 | 2 774 | 1,001 |
| 8.   | Genova             | 51 | 30 | 17 | 13 | 65 | 57 | 1,140 | 2 746 | 2 680 | 1,024 |
| 9.   | Loreto             | 47 | 30 | 17 | 13 | 61 | 60 | 1,016 | 2 631 | 2 684 | 0,980 |
| 10.  | Lupi Santa Croce   | 46 | 30 | 16 | 14 | 67 | 65 | 1,030 | 2 914 | 2 907 | 1,002 |
| 11.  | Corigliano Volley  | 37 | 30 | 13 | 17 | 53 | 67 | 0,791 | 2 610 | 2 736 | 0,953 |
| 12.  | La Fenice Isernia  | 34 | 30 | 11 | 19 | 54 | 68 | 0,794 | 2 681 | 2 796 | 0,958 |
| 13.  | Club Italia        | 32 | 30 | 10 | 20 | 48 | 71 | 0,676 | 2 577 | 2 694 | 0,949 |
| 14.  | Atripalda          | 22 | 30 | 7  | 23 | 36 | 74 | 0,486 | 2 423 | 2 593 | 0,934 |
| 15.  | Cavriago           | 17 | 30 | 6  | 24 | 35 | 81 | 0,432 | 2 456 | 2 741 | 0,896 |
| 16.  | Libertas Brianza   | 14 | 30 | 3  | 27 | 31 | 84 | 0,369 | 2 425 | 2 698 | 0,898 |

      Promossa in Serie A1.
      Qualificata ai quarti di finale play-off promozione.
      Qualificata agli ottavi di finale play-off promozione.
      Qualificata ai play-out.
      Retrocessa in Serie B1.

### Play-off promozione

#### Tabellone
|  | Ottavi di finale | Ottavi di finale  | Ottavi di finale | Ottavi di finale | Ottavi di finale |  |  | Quarti di finale | Quarti di finale  | Quarti di finale | Quarti di finale | Quarti di finale | Quarti di finale | Quarti di finale |  |   | Semifinali | Semifinali        | Semifinali | Semifinali | Semifinali | Semifinali | Semifinali |  |   | Finale    | Finale   | Finale | Finale | Finale | Finale | Finale |
|  |                  |                   |                  |                  |                  |  |  |                  |                   |                  |                  |                  |                  |                  |  |   |            |                   |            |            |            |            |            |  |   |           |          |        |        |        |        |        |
|  |                  |                   |                  |                  |                  |  |  | 2                | New Mater         | 3                | 3                | 2                | 3                |                  |  |   |            |                   |            |            |            |            |            |  |   |           |          |        |        |        |        |        |
|  |                  |                   |                  |                  |                  |  |  | 2                | New Mater         | 3                | 3                | 2                | 3                |                  |  |   |            |                   |            |            |            |            |            |  |   |           |          |        |        |        |        |        |
|  | 9                | Loreto            | 3                | 0                | 3                |  |  | 9                | Loreto            | 0                | 0                | 3                | 2                |                  |  |   |            |                   |            |            |            |            |            |  |   |           |          |        |        |        |        |        |
|  | 9                | Loreto            | 3                | 0                | 3                |  |  | 9                | Loreto            | 0                | 0                | 3                | 2                |                  |  |   |            |                   |            |            |            |            |            |  |   |           |          |        |        |        |        |        |
|  | 10               | Lupi Santa Croce  | 0                | 3                | 2                |  |  |                  |                   |                  |                  |                  |                  |                  |  | 2 | New Mater  | 3                 | 2          | 3          | 2          | 3          |            |  |   |           |          |        |        |        |        |        |
|  | 10               | Lupi Santa Croce  | 0                | 3                | 2                |  |  |                  |                   |                  |                  |                  |                  |                  |  | 2 | New Mater  | 3                 | 2          | 3          | 2          | 3          |            |  |   |           |          |        |        |        |        |        |
|  |                  |                   |                  |                  |                  |  |  |                  |                   |                  |                  |                  |                  |                  |  |   | 6          | Segrate           | 0          | 3          | 0          | 3          | 2          |  |   |           |          |        |        |        |        |        |
|  |                  |                   |                  |                  |                  |  |  |                  |                   |                  |                  |                  |                  |                  |  |   | 6          | Segrate           | 0          | 3          | 0          | 3          | 2          |  |   |           |          |        |        |        |        |        |
|  |                  |                   |                  |                  |                  |  |  | 5                | Argos             | 3                | 1                | 2                | 1                |                  |  |   |            |                   |            |            |            |            |            |  |   |           |          |        |        |        |        |        |
|  |                  |                   |                  |                  |                  |  |  | 5                | Argos             | 3                | 1                | 2                | 1                |                  |  |   |            |                   |            |            |            |            |            |  |   |           |          |        |        |        |        |        |
|  |                  |                   |                  |                  |                  |  |  | 6                | Segrate           | 0                | 3                | 3                | 3                |                  |  |   |            |                   |            |            |            |            |            |  |   |           |          |        |        |        |        |        |
|  |                  |                   |                  |                  |                  |  |  | 6                | Segrate           | 0                | 3                | 3                | 3                |                  |  |   |            |                   |            |            |            |            |            |  |   |           |          |        |        |        |        |        |
|  |                  |                   |                  |                  |                  |  |  |                  |                   |                  |                  |                  |                  |                  |  |   |            |                   |            |            |            |            |            |  | 2 | New Mater | 3        | 3      | 3      |        |        |        |
|  |                  |                   |                  |                  |                  |  |  |                  |                   |                  |                  |                  |                  |                  |  |   |            |                   |            |            |            |            |            |  | 2 | New Mater | 3        | 3      | 3      |        |        |        |
|  |                  |                   |                  |                  |                  |  |  |                  |                   |                  |                  |                  |                  |                  |  |   |            |                   |            |            |            |            |            |  |   | 3         | Molfetta | 0      | 1      | 1      |        |        |
|  |                  |                   |                  |                  |                  |  |  |                  |                   |                  |                  |                  |                  |                  |  |   |            |                   |            |            |            |            |            |  |   | 3         | Molfetta | 0      | 1      | 1      |        |        |
|  |                  |                   |                  |                  |                  |  |  | 3                | Molfetta          | 3                | 0                | 3                | 3                |                  |  |   |            |                   |            |            |            |            |            |  |   |           |          |        |        |        |        |        |
|  |                  |                   |                  |                  |                  |  |  | 3                | Molfetta          | 3                | 0                | 3                | 3                |                  |  |   |            |                   |            |            |            |            |            |  |   |           |          |        |        |        |        |        |
|  | 8                | Genova            | 3                | 3                | 2                |  |  | 8                | Genova            | 0                | 3                | 0                | 0                |                  |  |   |            |                   |            |            |            |            |            |  |   |           |          |        |        |        |        |        |
|  | 8                | Genova            | 3                | 3                | 2                |  |  |                  |                   |                  |                  |                  |                  |                  |  |   |            |                   |            |            |            |            |            |  |   |           |          |        |        |        |        |        |
|  | 11               | Corigliano Volley | 0                | 2                | 3                |  |  |                  |                   |                  |                  |                  |                  |                  |  | 3 | Molfetta   | 3                 | 3          | 3          |            |            |            |  |   |           |          |        |        |        |        |        |
|  | 11               | Corigliano Volley | 0                | 2                | 3                |  |  |                  |                   |                  |                  |                  |                  |                  |  | 3 | Molfetta   | 3                 | 3          | 3          |            |            |            |  |   |           |          |        |        |        |        |        |
|  |                  |                   |                  |                  |                  |  |  |                  |                   |                  |                  |                  |                  |                  |  |   | 4          | Città di Castello | 0          | 1          | 2          |            |            |  |   |           |          |        |        |        |        |        |
|  |                  |                   |                  |                  |                  |  |  |                  |                   |                  |                  |                  |                  |                  |  |   | 4          | Città di Castello | 0          | 1          | 2          |            |            |  |   |           |          |        |        |        |        |        |
|  |                  |                   |                  |                  |                  |  |  | 4                | Città di Castello | 3                | 3                | 3                |                  |                  |  |   |            |                   |            |            |            |            |            |  |   |           |          |        |        |        |        |        |
|  |                  |                   |                  |                  |                  |  |  | 4                | Città di Castello | 3                | 3                | 3                |                  |                  |  |   |            |                   |            |            |            |            |            |  |   |           |          |        |        |        |        |        |
|  |                  |                   |                  |                  |                  |  |  | 7                | Milano            | 0                | 1                | 2                |                  |                  |  |   |            |                   |            |            |            |            |            |  |   |           |          |        |        |        |        |        |
|  |                  |                   |                  |                  |                  |  |  | 7                | Milano            | 0                | 1                | 2                |                  |                  |  |   |            |                   |            |            |            |            |            |  |   |           |          |        |        |        |        |        |

#### Risultati

##### Ottavi di finale
| Gara 2 |                            |     |                                  |
|        |                            |     |                                  |
| 12-04  | Genova - Corigliano Volley | 3-2 | 25-16, 21-25, 25-20, 19-25, 15-7 |
| 12-04  | Loreto - Lupi Santa Croce  | 0-3 | 20-25, 20-25, 22-25              |

| Gara 3 |                            |     |                                   |
|        |                            |     |                                   |
| 15-04  | Corigliano Volley - Genova | 3-2 | 22-25, 25-19, 18-25, 25-20, 15-12 |
| 15-04  | Lupi Santa Croce - Loreto  | 2-3 | 25-20, 24-26, 20-25, 25-14, 14-16 |

| Gara 4 |                            |     |                                   |
|        |                            |     |                                   |
| 18-04  | Genova - Corigliano Volley | 3-0 | 29-27, 25-19, 25-21               |
| 18-04  | Loreto - Lupi Santa Croce  | 3-2 | 25-27, 25-20, 25-21, 20-25, 18-16 |

##### Quarti di finale
| Gara 2 |                            |     |                            |
|        |                            |     |                            |
| 21-04  | Loreto - New Mater         | 0-3 | 14-25, 20-25, 21-25        |
| 21-04  | Segrate - Argos            | 3-1 | 25-23, 25-21, 25-27, 25-18 |
| 22-04  | Genova - Molfetta          | 3-0 | 25-18, 25-23, 25-21        |
| 21-04  | Milano - Città di Castello | 1-3 | 21-25, 25-18, 18-25, 22-25 |

| Gara 3 |                            |     |                                   |
|        |                            |     |                                   |
| 25-04  | New Mater - Loreto         | 2-3 | 19-25, 25-18, 25-27, 25-20, 12-15 |
| 25-04  | Argos - Segrate            | 2-3 | 25-17, 27-25, 22-25, 19-25, 8-15  |
| 25-04  | Molfetta - Genova          | 3-0 | 25-21, 25-22, 25-17               |
| 25-04  | Città di Castello - Milano | 3-2 | 25-23, 25-17, 21-25, 25-27, 15-6  |

| Gara 4 |                    |     |                                  |
|        |                    |     |                                  |
| 29-04  | Loreto - New Mater | 2-3 | 20-25, 14-25, 25-19, 25-21, 8-15 |
| 29-04  | Segrate - Argos    | 3-1 | 28-26, 25-20, 19-25, 25-17       |
| 29-04  | Genova - Molfetta  | 0-3 | 15-25, 20-25, 18-25              |

##### Semifinali
| Gara 2 |                              |     |                                   |
|        |                              |     |                                   |
| 06-05  | Segrate - New Mater          | 3-2 | 21-25, 25-22, 21-25, 25-18, 16-14 |
| 06-05  | Città di Castello - Molfetta | 1-3 | 16-25, 20-25, 25-23, 23-25        |

| Gara 3 |                              |     |                                   |
|        |                              |     |                                   |
| 09-05  | New Mater - Segrate          | 3-0 | 25-18, 25-23, 25-15               |
| 09-05  | Molfetta - Città di Castello | 3-2 | 25-23, 25-22, 21-25, 21-25, 15-12 |

| Gara 4 |                     |     |                                   |
|        |                     |     |                                   |
| 13-05  | Segrate - New Mater | 3-2 | 25-19, 25-16, 21-25, 20-25, 18-16 |

| Gara 5 |                     |     |                                   |
|        |                     |     |                                   |
| 16-05  | Nwe Mater - Segrate | 3-2 | 25-23, 18-25, 25-22, 23-25, 15-10 |

##### Finale
| Gara 2 |                      |     |                            |
|        |                      |     |                            |
| 20-05  | Molfetta - New Mater | 1-3 | 26-24, 27-29, 20-25, 26-28 |

| Gara 3 |                      |     |                            |
|        |                      |     |                            |
| 23-05  | Nwe Mater - Molfetta | 3-1 | 25-17, 25-18, 23-25, 25-18 |

### Play-out

#### Tabellone
|  | Semifinali | Semifinali  | Semifinali | Semifinali | Semifinali | Semifinali | Semifinali |  |  | Finale | Finale            | Finale | Finale | Finale | Finale | Finale |
|  |            |             |            |            |            |            |            |  |  |        |                   |        |        |        |        |        |
|  | 13         | Club Italia | 3          | 2          | 1          | 2          |            |  |  |        |                   |        |        |        |        |        |
|  | 13         | Club Italia | 3          | 2          | 1          | 2          |            |  |  |        |                   |        |        |        |        |        |
|  | 14         | Cavriago    | 0          | 3          | 3          | 3          |            |  |  | 12     | La Fenice Isernia | 3      | 3      | 3      |        |        |
|  | 14         | Cavriago    | 0          | 3          | 3          | 3          |            |  |  | 12     | La Fenice Isernia | 3      | 3      | 3      |        |        |
|  |            |             |            |            |            |            |            |  |  | 14     | Cavriago          | 0      | 1      | 1      |        |        |
|  |            |             |            |            |            |            |            |  |  | 14     | Cavriago          | 0      | 1      | 1      |        |        |

#### Risultati

##### Semifinali
| Gara 2 |                        |     |                                   |
|        |                        |     |                                   |
| 12-04  | Cavriago - Club Italia | 3-2 | 18-25, 25-20, 25-22, 26-28, 15-10 |

| Gara 3 |                        |     |                            |
|        |                        |     |                            |
| 15-04  | Club Italia - Cavriago | 1-3 | 18-25, 24-26, 25-22, 22-25 |

| Gara 4 |                        |     |                                   |
|        |                        |     |                                   |
| 18-04  | Cavriago - Club Italia | 3-2 | 20-25, 25-23, 22-25, 25-23, 15-13 |

##### Finale
| Gara 2 |                              |     |                            |
|        |                              |     |                            |
| 25-04  | Cavriago - La Fenice Isernia | 1-3 | 25-19, 22-25, 18-25, 24-26 |

| Gara 3 |                              |     |                            |
|        |                              |     |                            |
| 29-04  | La Fenice Isernia - Cavriago | 3-1 | 21-25, 26-24, 25-15, 25-20 |

## Statistiche
| Rendimento individuale | Rendimento individuale | Rendimento individuale | Rendimento individuale |
| Pos.                   | Nome                   | Punti                  | Squadra                |
| ---------------------- | ---------------------- | ---------------------- | ---------------------- |
| 1                      | Nikolaj Učikov         | 683                    | Molfetta               |
| 2                      | Bojan Jordanov         | 668                    | Genova                 |
| 3                      | Kay van Dijk           | 637                    | Argos                  |
| 4                      | Leondino Giombini      | 558                    | Città di Castello      |
| 5                      | Vincenzo Tamburo       | 554                    | Sir Safety Perugia     |
| 6                      | Leano Cetrullo         | 542                    | Lupi Santa Croce       |
| 7                      | Federico Moretti       | 532                    | Loreto                 |
| 8                      | Luca Vettori           | 465                    | Club Italia            |
| 9                      | Bram Van den Dries     | 463                    | Segrate                |
| 10                     | Michal Hrazdíra        | 447                    | Lupi Santa Croce       |

| Attacchi vincenti | Attacchi vincenti  | Attacchi vincenti | Attacchi vincenti  |
| Pos.              | Nome               | Punti             | Squadra            |
| ----------------- | ------------------ | ----------------- | ------------------ |
| 1                 | Nikolaj Učikov     | 608               | Molfetta           |
| 2                 | Bojan Jordanov     | 576               | Genova             |
| 3                 | Kay van Dijk       | 565               | Argos              |
| 4                 | Vincenzo Tamburo   | 485               | Sir Safety Perugia |
| 5                 | Federico Moretti   | 476               | Loreto             |
| 6                 | Leondino Giombini  | 473               | Città di Castello  |
| 7                 | Leano Cetrullo     | 464               | Lupi Santa Croce   |
| 8                 | Luca Vettori       | 402               | Club Italia        |
| 9                 | Michal Hrazdíra    | 381               | Lupi Santa Croce   |
| 10                | Bram Van den Dries | 379               | Segrate            |

| Muri vincenti | Muri vincenti          | Muri vincenti | Muri vincenti     |
| Pos.          | Nome                   | Punti         | Squadra           |
| ------------- | ---------------------- | ------------- | ----------------- |
| 1             | Marco Pavan            | 99            | Libertas Brianza  |
| 2             | Thomas Beretta         | 92            | Milano            |
| 3             | Davide Candellaro      | 87            | Lupi Santa Croce  |
| 4             | Simone Anzani          | 80            | Loreto            |
| 5             | Filippo Pagni          | 77            | Argos             |
| 5             | Giacomo Tomasello      | 77            | Corigliano Volley |
| 5             | Matteo Sperandio       | 77            | Corigliano Volley |
| 8             | Andrea Di Marco        | 74            | Loreto            |
| 9             | Aimone Alletti         | 73            | Segrate           |
| 9             | Massimiliano Di Franco | 73            | La Fenice Isernia |

| Battute vincenti | Battute vincenti        | Battute vincenti | Battute vincenti  |
| Pos.             | Nome                    | Punti            | Squadra           |
| ---------------- | ----------------------- | ---------------- | ----------------- |
| 1                | Jānis Pēda              | 62               | Loreto            |
| 2                | Bojan Jordanov          | 54               | Genova            |
| 3                | Simone Spescha          | 49               | Corigliano Volley |
| 4                | Jan Willem Snippe       | 46               | Lupi Santa Croce  |
| 4                | Leano Cetrullo          | 46               | Lupi Santa Croce  |
| 6                | Bram Van den Dries      | 43               | Segrate           |
| 7                | Valentin Bratoev        | 41               | Argos             |
| 8                | Yasim Youssif Al Nabhan | 40               | Molfetta          |
| 9                | Kamil Baránek           | 38               | Segrate           |
| 9                | Iván Ruiz               | 38               | Genova            |

NB: I dati sono riferiti alla sola regular season.